# میمون شنل‌پوش باریک‌اندام
میمون شنل‌پوش باریک‌اندام (نام علمی: Cebus) نام یک سرده از زیرخانواده میمون‌های شنل‌پوش است.

## گونه‌ها
- شنل‌پوش پیشانی‌سفید،  Cebus albifrons
- شنل‌پوش سرسفید،  Cebus capucinus
- شنل‌پوش کاپوری،  Cebus kaapori
- شنل‌پوش گریان،  Cebus olivaceus